# چارلز جوزف آدامز
چارلز جوزف آدامز (۲۴ آوریل ۱۹۲۴–۲۳ مارس 2011) پژوهشگر و دین‌شناس آمریکایی بود. او استاد بازنشسته مطالعات اسلامی در دانشگاه مک گیل و نزدیک به ۲۰ سال مدیر مؤسسه مطالعات اسلامی در آن دانشگاه بود.
آدامز در سال ۱۹۲۴ در هیوستون تگزاس به دنیا آمد. تحصیلات او در مقطع لیسانس در دانشگاه بیلر بود که با داوطلب شدن او برای خدمت در نیروی هوایی در طول جنگ جهانی دوم به عنوان اپراتور رادیویی هوابرد و مکانیک، قطع شد. پس از جنگ او به بیلر بازگشت تا مدرک کارشناسی خود را دریافت کند.
کار طولانی او در دانشگاه مک گیل زمانی آغاز شد که در سال ۱۹۵۲ به این دانشکده پیوست. آدامز، مورخ دین، زمانی که تحت کمک مالی بنیاد فورد، اسلام را در پاکستان مطالعه کرد، بیشتر به سمت اسلام گرایید. او برای پیوستن به مؤسسه جدید مطالعات اسلامی به مک گیل بازگشت و بعداً از سال ۱۹۶۴ تا ۱۹۸۰ به عنوان مدیر آن فعالیت کرد.

## مرگ
آدامز در ۲۳ مارس ۲۰۱۱ در میزا، آریزونا درگذشت.